# Mildred Gillars
Mildred Elizabeth Gillars, född 29 november 1900, död 25 juni 1988, var en radiopersonlighet mest känd som Axis Sally tillsammans med Rita Zucca under andra världskriget. Mildred var anställd av de styrande i Tredje rikets Nazityskland för att sända propangandaradio mot de allierade. 1949 fälldes hon för förräderi i USA.

## Unga år
Mildred Gillars föddes i Portland, Maine med efternamnet Sisk. 1911 fick hon efternamnet Gillars då modern gifte om sig. 1929 flyttade Mildred till Frankrike för att jobba som målerimodell och 1934 till Dresden i Tyskland. I Dresden studerade hon musik och blev senare anställd som engelsklärare på Berlitz Språkskola i Berlin.

## Tysk radio
1940 fick Mildred Gillars jobb vid Reichs-Rundfunk-Gesellschaft. 1941 rekommenderade USA alla sina medborgare att återvända hem men Mildred valde att stanna hos sin fästman Paul Karlson, en tysk medborgare. Karlson dödades senare på östfronten. Den 7 december när Japan attackerade Pearl Harbor bröt hon ihop och fick ett utbrott i direktsändning. I valet mellan att bli arbetslös och kanske fängslad eller att behålla jobbet skrev hon på en trohetsförklaring till Tyskland. Därefter fick hon enbart presentera musik och delta i pratshower.
1942 fick Gillars en egen radioshow döpt till Home sweet home. Den var mer politisk än de radioprogram hon tidigare gjort. De amerikanska soldater som lyssnade började ge henne smeknamn som Berlin Bitch, Berlin Babe, Olga och Sally men det bestående blev Axis Sally. 1943 började Rita Zucca sända till amerikanska soldater i Italien från en studio i Rom och man trodde länge att Mildred och Rita var samma kvinna så även hon döptes till Axis Sally.
Home sweet home var upplagt för att soldater skulle få hemlängtan och börja tvivla varför de överhuvudtaget krigade. G. I.’s Letter-box och Medical Reports var två program som riktade direkt till familjer i USA med information om amerikanska skadade och krigsfångar. Bland annat besökte hon krigsfångeläger där hon intervjuade fångar och lät dem skicka hälsningar hem till sina familjer.
Mildred Gillars sände sin sista show 6 maj 1945.

## Efterspel
Gillars greps 15 mars 1946 efter att ha hållit sig gömd under namnet Barbara Mome. Hon fördes till ett militärt fängelse men frigavs 24 december. Hon greps igen i januari 1947 och flögs senare hem till USA och en väntande rättegång. 25 januari 1949 startade rättegången och Mildred blev anklagad för tio olika förseelser. Hon dömdes dock bara på en punkt men straffet blev 10 till 30 år i fängelse och 10 000 USD i böter.
Mildred Gillars släpptes 10 juni 1961.

## Senare liv
Mildred Gillars började som tysk- och fransklärare vid St. Joseph Academy i Columbus. 1973 flyttade hon till Ohio för att slutföra sina studier. 1988 dog Mildred vid Grant Medical Center i Columbus till följd av cancer.